# Sint-Barbarakapel (Lomm)
De Sint-Barbarakapel is een kapel in Lomm in de Nederlandse gemeente Venlo. De kapel staat in het buitengebied ten noorden van het dorp aan de Kapelstraat, een zijstraat van de straat Antoniusplein. Op ruim 300 meter naar het zuidwesten staat de Sint-Antoniuskerk.
De kapel is gewijd aan de heilige Barbara van Nicomedië. Voor de kapel staat een oude lindeboom.

## Geschiedenis
In 1640 werd de kapel in de buurt van waar ooit het klooster van Barbara's Weerd stond gebouwd om de heilige Barbara aan te roepen als beschermheilige tegen de onvoorziene dood, zoals veroorzaakt door de pest. In 1635-1636 was door de past namelijk een kwart van de inwoners uit de omgeving komen te overlijden.
In 1981 werd de kapel gerestaureerd en werd dat jaar opnieuw ingezegend. De kapel kreeg toen een nieuw beeld van de hand van Toon Jacobs.

## Gebouw
De bakstenen kapel heeft een driezijdige koorsluiting en wordt gedekt door een zadeldak met leien. In de zijgevels heeft de kapel geen vensters, maar er is in de linker- en rechterzijgevel wel een kleine dichtgemetselde rondboog zichtbaar. De frontgevel is een puntgevel met korte schouderstukken en op de top staat een eenvoudig smeedijzeren kruis. In de frontgevel bevindt zich de segmentboogvormige toegang van de kapel die vroeger werd afgesloten met een houten deur met tralievenster, maar sinds 2021 door een spijlenhek.
Van binnen is de kapel wit gepleisterd. In de achterwand is een grote segmentboogvormige nis aangebracht die wordt afgesloten met een groen spijlenhek. In de nis staat op een sokkel het houten Barbarabeeldje (Sint-Berb) dat de heilige toont met in haar rechterhand een toren (verwijzend naar haar opsluiting in een torenkamer), een palmtak dat als symbool gebruikt wordt voor de overwinning op de dood en aan haar voet een kernraket die de wereldvrede bedreigt. Het kleed van Sint-Barbara biedt bescherming tegen de dodelijke straling. Op de voet van het beeld staat een tekst:

St. Berb Gaef Os Vrede